# Aptenia
Aptenia ist eine Pflanzengattung in der Familie der Mittagsblumengewächse (Aizoaceae).

## Beschreibung

### Vegetative Merkmale
Die Arten der Gattung Aptenia sind niederliegende oder aufliegende bis aufrechte kleine Sträucher oder Kletterpflanzen, die für gewöhnlich faserige Wurzeln und nur selten fleischige Wurzelstöcke besitzen. Die Internodien sind vierkantig oder drehrund und schwach verholzt. Die grüne Rinde ist sukkulent und enthält zusätzliche Gefäßbündel mit dicht gepackten, xeromorphen Blasenzellen.
Die kreuzgegenständig angeordneten und manchmal am Blütenstand fast wechselständigen Laubblätter sind gestielt oder sitzend. Die Blattspreiten sind flach oder fast zylindrisch, herzförmig, eiförmig, lanzettlich oder linealisch. Sie sind meist an ihrer Basis nicht verwachsen. Nur selten enthalten sie einige vergrößerte wasserspeichernde Zellen.

### Generative Merkmale
Die Blüten erscheinen einzeln oder bilden eine wenigblütige zymösen Blütenständen. Die Blüten sind kurz gestielt und weisen einen von Durchmesser von 15 bis 35 Millimeter auf. Die vier Kelchblätter sind verwachsen oder frei. Die weißen, blass gelben oder rosafarbenen Kronblättern sind an der Basis zu einer kurzen Röhre verwachsen. Fadenförmige Staminodien können vorhanden sein oder fehlen. Die Nektarien sind  muschelförmig.
Die vierfächrigen Kapselfrüchte können Klappenflügel aufweisen. Die Kapselfrüchte enthalten schwärzlich braune, D-förmige Samen mit einer rauen Samenschale.

## Systematik und Verbreitung
Die Gattung Aptenia ist in Namibia sowie den südafrikanischen Provinzen Ostkap, Freistaat, KwaZulu-Natal, Nordkap und Limpopo in Sommerregengebieten verbreitet.
Die Erstbeschreibung erfolgte 1925 durch Nicholas Edward Brown. Die Gattung Aptenia gehört zur Unterfamilie Mesembryanthemoideae innerhalb der Familie der Mittagsblumengewächse. Die Typusart ist Aptenia cordifolia.
Die Gattung Aptenia umfasst folgende Arten:
- Aptenia cordifolia (L.f.) Schwantes
- Aptenia geniculiflora (L.) Bittrich ex Gerbaulet
- Aptenia haeckeliana (A.Berger) Bittrich ex Gerbaulet
- Aptenia lancifolia L.Bolus

## Nachweise